# Costante dei gas
La costante dei gas (o costante universale dei gas), simboleggiata dalla lettera {\displaystyle R} è una costante che mette in relazione la pressione {\displaystyle p}, la temperatura {\displaystyle T} (espressa in kelvin), il volume {\displaystyle V} e la quantità di sostanza {\displaystyle N}, secondo l'equazione:
{\displaystyle pV=NRT}
nota come equazione di stato dei gas perfetti in quanto riferita a un ipotetico gas ideale, composto da sole particelle puntiformi prive di interazioni attrattive o repulsive tra loro. R rappresenta il lavoro che {\displaystyle 1} mole di gas compie quando si espande in seguito all'aumento di temperatura pari a {\displaystyle 1} kelvin a pressione {\displaystyle p} costante.
| Valore della costante dei gas | Unità di misura       |
| ----------------------------- | --------------------- |
| 8,314462618...                | J K−1 mol−1           |
| 0,082057338(47)               | L atm K−1 mol−1       |
| 0,08314462618...              | L bar K−1 mol−1       |
| 8,2057338(47) × 10−5          | m3 atm K−1 mol−1      |
| 8,314462618...                | cm3 MPa K−1 mol−1     |
| 8,314462618...                | L kPa K−1 mol−1       |
| 8,314462618...                | m3 Pa K−1 mol−1       |
| 8314,462618...                | L Pa K−1 mol−1        |
| 62.363577(36)                 | L mmHg K−1 mol−1      |
| 62.363577(36)                 | L Torr K−1 mol−1      |
| 83,14462618...                | L mbar K−1 mol−1      |
| 1,9872036(11)                 | cal K−1 mol−1         |
| 6,132440                      | lbf ft K−1 g mol−1    |
| 10,7316                       | ft3 psi °R−1 lb-mol−1 |
| 8,617 × 10−5                  | eV K−1 atom−1         |
| 0,7302                        | ft3 atm °R−1 lb-mol−1 |

Il valore esatto è calcolato usando la costante di Boltzmann (dove {\displaystyle N_{\mathrm {A} }} è la costante di Avogadro):
{\displaystyle R=N_{\mathrm {A} }\,k_{\mathrm {B} }=8{,}314\,462\,618\,153\,24~{\frac {\mathrm {J} }{\mathrm {mol~K} }}}
Dall'equazione di stato, mantenendo costanti la temperatura, la pressione o il volume si ottengono le equazioni empiriche sviluppate da Boyle, Charles e Gay-Lussac (rispettivamente per le trasformazioni isoterme, isobare e isocore).

## Costante dei gas specifica
La costante dei gas specifica sia per un gas sia per una miscela di gas ({\displaystyle {\bar {R}}}) è data dalla costante universale dei gas R divisa per la massa molare del gas o della miscela di gas (mm):
{\displaystyle {\bar {R}}={\frac {R}{mm}}},
e l'equazione di stato dei gas perfetti si riscrive nella forma:
{\displaystyle {\frac {p}{\rho }}={\bar {R}}T}
dove con {\displaystyle \rho } si è indicata la densità. È comune rappresentare la costante dei gas specifica con il simbolo {\displaystyle R}. In questi casi il contesto o le unità di misura di {\displaystyle R} dovrebbero chiarire a quale delle sue costanti si faccia riferimento. Per esempio l'equazione della velocità del suono in un gas è usualmente scritta in termini della costante specifica.
La costante specifica per l'aria secca è:
{\displaystyle {\bar {R}}=287\mathrm {,} 052874\;{\frac {\mbox{J}}{{\mbox{kg}}\,{\mbox{K}}}}=0\mathrm {,} 287\;{\frac {\mbox{kJ}}{{\mbox{kg}}\,{\mbox{K}}}}}